# TOT Sport Club
El Telephone Organization of Thailand Sport Club (en tailandés: สโมสรฟุตบอลทีโอที เอสซี - ชื่อเดิม สโมสรฟุตบอลองค์การโทรศัพท์แห่งประเทศไทย) fue un equipo de fútbol de Tailandia que jugó en la Liga Premier de Tailandia, la liga de fútbol más importante del país.

## Historia
Fue fundado en el año 1954 en el distrito de Lak Si, al norte de la capital Bangkok y representa a la compañía nacional de telecomunicaciones TOT Public Company Limited. Es miembro de la The Football Association of Thailand y uno de los equipos fundadores de la Liga Premier de Tailandia en 1996/97.
En el año 2010, Piroj Suwannachavee tomó el control del equipo y le cambió el nombre por el de TOT-CAT FC. El cambio se daba porque la CAT era el nombre de otra compañía de telecomunicaciones de Tailandia. Un año después, la The Football Association of Thailand y la Thai Premier League fueron mediadores en la disputa por el equipo, la cual ganó TOT y el nombre regresó al que tenían antes. El club desaparece a inicios de 2016.

## Palmarés
- Primera División de Tailandia:

2003
- Copa FA de Tailandia:

1993
- Liga Provincial de Tailandia:

2006

## Participación en competiciones de la AFC
- Recopa de la AFC: 1 aparición

1993 - Semifinales

## Entrenadores Desde 1988
| Nombre             | País      | Periodo   | Logros                                                              |
| ------------------ | --------- | --------- | ------------------------------------------------------------------- |
| Pongphan Wongsuwan | Tailandia | 1988–1997 |                                                                     |
| Pongphan Wongsuwan | Tailandia | 1998–2009 | Thailand Division 1 League: 2003 Liga Provincial de Tailandia: 2006 |
| Somchai Subpherm   | Tailandia | 2010      | No dirigió ningún partido                                           |
| Narong Suwannachot | Tailandia | 2010-11   |                                                                     |
| Somchai Subpherm   | Tailandia | 2011-2015 |                                                                     |
| Apisit Kaikaew     | Tailandia | 2015      |                                                                     |
| Tewesh Kamolsin    | Tailandia | 2015      |                                                                     |

## Números retirados
- 19 -  Chanont Wong-aree, DEF (2009-10) - homenaje póstumo.